# Осмична бройна система
Осмичната бройна система е бройна система с основа 8 и използва цифри от 0 до 7.
При десетичните системи всяка десетична позиция е основа на 10. Например:
{\displaystyle \mathbf {74} _{10}=\mathbf {7} \times 10^{1}+\mathbf {4} \times 10^{0}}
При осмичните числа всяка позиция е степен с основа 8. Например:
{\displaystyle \mathbf {112} _{8}=\mathbf {1} \times 8^{2}+\mathbf {1} \times 8^{1}+\mathbf {2} \times 8^{0}}
Изчислявайки действията по-горе в позната десетична система виждаме, че 112 в осмичната система е равно на 64 + 8 + 2 = 74 в десетичната.